# Пхачонсык Супер-Про Самуй
Пхачонсык Супер-Про Самуй (род. 20 января, 1980) — тайский спортсмен, выступающий в кикбоксинге, тайском боксе, боксе и ушу в категориях от первого полусреднего до второго среднего веса. Ранее выступал под именами Пхачонсык Лукпхрабат и Пхачонсык СКВ-Джим

## Биография

### Выступления в Таиланде
Пхачонсык начал заниматься тайским боксом в возрасте 6 лет. Тогда же он провёл и свой первый поединок (проиграл, но заработал 200 бат). Мировой успех пришёл к Пхачонсыку в начале 2000-х годов, когда, выступая в категориях первого полусреднего и второго полусреднего весов, он вошёл в число сильнейших бойцов планеты. За это время стоит отметить его победу в ноябре 2000 года над трёхкратным чемпионом мира Дмитрием Шакутой и 1-1 в противостоянии со знаменитым Намсакноем Юттхаканкамтхоном. В этот же период Пхачонсык завоевал титулы чемпиона мира в первом полусреднем весе по версиям WMC и IKKC (в июне 2002 года).
Отдельной главой выделяется соперничество Пхачонсыка с Кауланом Каувичитом. Первые две встречи в 2001 году Пхачонсык проиграл, в том числе — за титул чемпиона мира во втором полусреднем весе по версии WMC в июне. Однако год спустя, в июле 2002 года он сумел реваншироваться, одолев соперника решением судей и завоевав вакантный титул чемпиона Лумпхини.

Однако с годами Пхачонсыку становилось всё труднее укладываться в 67 кг, в то время как в Таиланде категории свыше 70 кг были развиты слабо. В марте 2003 года Пхачонсык снова проиграл Каулану, потеряв титул Лумпхини, что стало решающим толчком к решению покинуть Таиланд и продолжить карьеру за границей в более тяжёлых весовых категориях.

### Выступления в других видах единоборств
Помимо тайского бокса и кикбоксинга Пхачонсык выступал также в ушу-саньшоу и любительском боксе. Принимая участие в Азиатских играх, он в 2002 году завоевал золото в ушу-саньшоу (65 кг), а в 2006 году — серебро в боксе (69 кг). В 2008 году Пхачонсык представлял Таиланд на Олимпийских играх по боксу (75 кг), однако выбыл на стадии 1/8 финала, проиграв индийцу Виджиндеру Кумару.